# (34968) 4094 T-2
4094 T-2 (asteroide 34968) é um asteroide da cintura principal. Possui uma excentricidade de 0.15491800 e uma inclinação de 1.83108º.
Este asteroide foi descoberto no dia 29 de setembro de 1973 por Cornelis Johannes van Houten e Ingrid van Houten-Groeneveld e Tom Gehrels em Palomar.